# Scalpellum molinianum
Scalpellum molinianum är en kräftdjursart som beskrevs av Sequenza 1876. Scalpellum molinianum ingår i släktet Scalpellum och familjen Scalpellidae. Inga underarter finns listade i Catalogue of Life.